# Julián Marcioni
Julián Marcioni (Cruz Alta, 19 marzo 1998) è un calciatore argentino, attaccante del Patronato.

## Caratteristiche tecniche
È un'ala destra.

## Carriera
Cresciuto nel settore giovanile del Newell's Old Boys, debutta in prima squadra il 19 maggio 2018 in occasione dell'incontro di Copa Argentina vinto 2-0 contro il Dep. Rincón; il 12 novembre seguente esordisce anche in Primera División contro il Defensa y Justicia.
Nel 2019 viene ceduto in prestito all'Independiente Rivadavia dove fa esperienza in Primera B Nacional segnando 4 reti in 19 partite; anche nel 2020 passa in prestito, questa volta all'Atlanta sempre in seconda divisione; nel febbraio del 2021 fa rientro al Newell's che lo conferma in rosa in vista della nuova stagione.

## Statistiche

### Presenze e reti nei club
Statistiche aggiornate al 7 agosto 2021.
| Stagione        | Squadra                 | Campionato      | Campionato | Campionato | Coppe nazionali | Coppe nazionali | Coppe nazionali | Coppe continentali | Coppe continentali | Coppe continentali | Altre coppe | Altre coppe | Altre coppe | Totale | Totale |
| Stagione        | Squadra                 | Comp            | Pres       | Reti       | Comp            | Pres            | Reti            | Comp               | Pres               | Reti               | Comp        | Pres        | Reti        | Pres   | Reti   |
| --------------- | ----------------------- | --------------- | ---------- | ---------- | --------------- | --------------- | --------------- | ------------------ | ------------------ | ------------------ | ----------- | ----------- | ----------- | ------ | ------ |
| 2017-2018       | Newell's Old Boys       | PD              | 0          | 0          | CA              | 1               | 0               |                    | -                  | -                  |             | -           | -           | 1      | 0      |
| 2018-2019       | Newell's Old Boys       | PD              | 2          | 0          | CA              | 1               | 0               |                    | -                  | -                  |             | -           | -           | 3      | 0      |
| 2019-2020       | Independiente Rivadavia | PN              | 19         | 4          | CA              | 1               | 0               |                    | -                  | -                  |             | -           | -           | 20     | 4      |
| 2020            | Atlanta                 | PN              | 10         | 3          |                 | -               | -               |                    | -                  | -                  |             | -           | -           | 10     | 3      |
| 2021            | Newell's Old Boys       |                 | -          | -          | CdL             | 4               | 0               | CL                 | 2                  | 0                  |             | -           | -           | 6      | 0      |
| 2021            | Platense                | PD              | 4          | 0          | CdL             | 0               | 0               |                    | -                  | -                  |             | -           | -           | 4      | 0      |
| Totale carriera | Totale carriera         | Totale carriera | 35         | 7          |                 | 7               | 0               |                    | 2                  | 0                  |             | -           | -           | 44     | 7      |